# سوفوریکوزید
سوفوریکوزید (به انگلیسی: Sophoricoside) یک ترکیب شیمیایی با شناسه پاب‌کم ۵۳۲۱۳۹۸ است. شکل ظاهری این ترکیب، جامد زرد کمرنگ است.